# Taipas do Tocantins
Taipas do Tocantins es un municipio brasileño del estado del Tocantins. Se localiza a una latitud 12º11'18" sur y a una longitud 46º59'19" oeste, estando a una altitud de 407 metros. Su población estimada en 2004 era de 1.506 habitantes.